# Capdrot
 Capdrot  (en occitano Cap Dròt) es una población y comuna francesa, situada en la región de Aquitania, departamento de Dordoña, en el distrito de Bergerac y cantón de Monpazier.

## Demografía
| 505 | 435 | 469 | 467 | 502 | 507 |
| Para los censos de 1962 a 1999 la población legal corresponde a la población sin duplicidades (Fuente: INSEE [Consultar]) |     |     |     |     |     |